# Bellevue (Ohio)
Bellevue é uma cidade localizada no estado norte-americano de Ohio, no Condado de Erie e Condado de Huron e Condado de Sandusky.

## Demografia
Segundo o censo norte-americano de 2000, a sua população era de 8193 habitantes. 
Em 2006, foi estimada uma população de 7995, um decréscimo de 198 (-2.4%).

## Geografia
De acordo com o United States Census Bureau tem uma área de 
13,3 km², dos quais 13,1 km² cobertos por terra e 0,2 km² cobertos por água. Bellevue localiza-se a aproximadamente 226 m acima do nível do mar.

## Localidades na vizinhança
O diagrama seguinte representa as localidades num raio de 20 km ao redor de Bellevue. 